# Sepólia (métro d'Athènes)
Sepólia (grec moderne : Σεπόλια) est une station de métro grecque de la ligne 2 (ligne rouge) du métro d'Athènes, située sur le territoire de la ville d'Athènes, capitale de la Grèce.
La station a été mise en service en 2000 lors de l'ouverture de la première section de la ligne jusqu'à Sýntagma.

## Situation ferroviaire
Établie en souterrain, la station de Sepólia est située sur la Ligne 2 du métro d'Athènes (ligne rouge), entre les stations d'Ágios Antónios et d'Attikí.
Elle dispose du seul dépôt, pour le matériel roulant, de la ligne, qui est connecté par deux branches en tunnel, à voie unique, qui se réunissent à proximité du sol. 

## Histoire
La station Sepólia est mise en service le 28 janvier 2000, lors de l'ouverture à l'exploitation de la première section, longue de 4 kilomètres, entre Sýntagma et Sepólia. Suivant le plan général type des stations de la ligne, elle est souterraine avec les voies, à 18 mètres sous le niveau du sol, encadrées par deux quais latéraux. À côté de la station un dépôt est aménagé pour l'entretien du matériel roulant des lignes 2 et 3. 
Sepólia fut la station terminus de la ligne 2 jusqu'au 9 août 2004, lors de l'ouverture du prolongement d'un kilomètre jusqu'à la station d'Ágios Antónios. 

## Service des voyageurs

### Accueil
La station dispose de trois entrées sur la rue Antigónis. Elles permettent d'accéder au niveau où se situe la billetterie, service clients et les accès aux deux quais latéraux situés plus bas.

### Desserte
Sepólia est desservie par toutes les circulations de la ligne. Quotidiennement, le premier départ est à 5 h 34, en direction d'Ellinikó, et à 5 h 47, en direction Anthoúpoli, le dernier départ est à 0 h 9, en direction d'Ellinikó et à 0 h 29 en direction d'Anthoúpoli (les samedis et dimanches le dernier départ est à 2 h 9 pour Ellinikó et à 2 h 29 pour Anthoúpoli).

### Intermodalité
Un arrêt de bus de la ligne 057 est situé à proximité.